# Bushyhead
Bushyhead is een plaats (census-designated place) in de Amerikaanse staat Oklahoma, en valt bestuurlijk gezien onder Rogers County.

## Demografie
Bij de volkstelling in 2000 werd het aantal inwoners vastgesteld op 1203.

## Geografie
Volgens het United States Census Bureau beslaat de plaats een oppervlakte van
38,9 km², waarvan 38,8 km² land en 0,1 km² water. Bushyhead ligt op ongeveer 233 m boven zeeniveau.

## Plaatsen in de nabije omgeving
De onderstaande figuur toont nabijgelegen plaatsen in een straal van 20 km rond Bushyhead.